# Amastus
Amastus is een geslacht van vlinders van de familie spinneruilen (Erebidae).

## Soorten
- A. aconia Herrich-Schäffer, 1853
- A. adela Schaus, 1901
- A. affinis Rothschild, 1909
- A. alba Druce, 1884
- A. aloniae Schaus, 1933
- A. ambrosia Druce, 1890
- A. antonio Dognin, 1901
- A. argillacea de Toulgoët, 1981
- A. aurantiacus Rothschild, 1909
- A. bertrandi de Toulgoët, 1981
- A. bipartitus Rothschild, 1935
- A. bolivari de Toulgoët, 1990
- A. bolivianus de Toulgoët, 1984
- A. bombycina Rothschild, 1909
- A. brunnescens Rothschild, 1909
- A. camposi Schaus, 1927
- A. cinnamomea Rothschild, 1909
- A. coccinator Schaus, 1901
- A. colombiana Rothschild, 1910
- A. collaris Herrich-Schäffer, 1853
- A. conspicua Maassen, 1890
- A. coprophora Herrich-Schäffer, 1853
- A. childi Rothschild, 1909
- A. chimaera Rothschild, 1935
- A. deformis de Toulgoët, 1984
- A. deinella Hampson, 1920
- A. descimoni de Toulgoët, 1977
- A. diaphenes Dyar, 1914
- A. diluta de Toulgoët, 1984
- A. dognini Rothschild, 1909
- A. drucei Rothschild, 1909
- A. dubius de Toulgoët, 1981
- A. edaphus Dyar, 1913
- A. elongata Felder, 1874
- A. episcotosia Dognin, 1901
- A. erebella Maassen, 1890
- A. erebelloides Rothschild, 1909
- A. ergana Dognin, 1891
- A. esamenae Schaus, 1933
- A. fallax de Toulgoët, 1981
- A. ferreobrunnea Rothschild, 1916
- A. flavicauda Rothschild, 1909
- A. formosana Schaus, 1919
- A. fusca Rothschild, 1909
- A. fuscoides Rothschild, 1935
- A. gaujoni de Toulgoët, 1984
- A. genoveva Dognin, 1901
- A. gilvus Köhler, 1924
- A. hampsoni Rothschild, 1909
- A. hannemanni Watson & Goodger, 1986
- A. hyalina Dognin, 1889
- A. jeritzae Schaus, 1933
- A. lehmanni Rothschild, 1916
- A. leria Druce, 1890
- A. lividus de Toulgoët, 1981
- A. maasseni Rothschild, 1909
- A. maculicincta Hampson, 1901
- A. medara Schaus, 1933
- A. medica Dognin, 1891
- A. medicoides de Toulgoët, 1984
- A. melanoproctis Hampson, 1909
- A. mesorhoda Walker, 1856
- A. mirificus de Toulgoët, 1981
- A. morenoi de Toulgoët, 1982
- A. morosus de Toulgoët, 1984

- A. muscosa Rothschild, 1909
- A. nadiae de Toulgoët, 1981
- A. nebulosus de Toulgoët, 1986
- A. nigrescens Rothschild, 1909
- A. ninae Orfila, 1959
- A. obscurus de Toulgoët, 1990
- A. ockendeni Rothschild, 1909
- A. ochraceator Walker, 1865
- A. palmeri Rothschild, 1910
- A. paramensis Dognin, 1911
- A. parergana Dognin, 1912
- A. persimilis Hampson, 1901
- A. phaeosoma Hampson, 1901
- A. picata Rothschild, 1910
- A. polioscia Seitz, 1925
- A. polystrigata Dognin, 1901
- A. porioni de Toulgoët, 1981
- A. postflavidus Rothschild, 1911
- A. prosenii Köhler, 1949
- A. pseuderebella Rothschild, 1909
- A. pseudocollaris Rothschild, 1909
- A. ramona Schaus, 1927
- A. reinona Schaus, 1933
- A. reticulatus de Toulgoët, 1984
- A. rosenbergi Rothschild, 1910
- A. rothschildi Dognin, 1910
- A. rubridorsata Dognin, 1912
- A. rufator Walker, 1865
- A. rufescens Rothschild, 1909
- A. rufocinnamomea Rothschild, 1909
- A. rumina Druce, 1906
- A. scriblita Dognin, 1911
- A. semifulvus Druce, 1906
- A. simulans de Toulgoët, 1984
- A. simulator de Toulgoët, 1981
- A. subtenuimargo Rothschild, 1916
- A. subterminata Dognin, 1912
- A. suffusa Herrich-Schäffer, 1853
- A. supersimilis Dognin, 1923
- A. tenuimargo Dognin, 1912
- A. thalassina Herrich-Schäffer, 1853
- A. thermidora Dognin, 1913
- A. thierryi de Toulgoët, 1981
- A. tolimae Watson & Goodger
- A. tolimensis Rothschild, 1916
- A. tristis Rothschild, 1909
- A. tumbilla Dognin, 1897
- A. umber Rothschild, 1909
- A. vandregisili Schaus, 1924
- A. venedictoffae de Toulgoët, 1982
- A. vesta Dognin, 1923
- A. vicinus de Toulgoët, 1984
- A. vitreata Hampson, 1909
- A. vitripennis Hampson, 1920
- A. volcancita Dognin, 1911
- A. watsoni de Toulgoët, 1981
- A. zischkai Daniel, 1952